# Christoph Witamwas
Christoph Witamwas (* 5. Oktober 1987 in Güssing) ist ein ehemaliger österreichischer Fußballspieler und nunmehriger -trainer.

## Karriere

### Als Spieler
Witamwas begann seine Karriere beim UFC Strem. Zur Saison 2004/05 wechselte er zum viertklassigen SV Stegersbach. Zur Saison 2007/08 wechselte er zum fünftklassigen UFC Jennersdorf. Mit Jennersdorf stieg er zu Saisonende in die Burgenlandliga auf. In dieser kam er in der Saison 2008/09 zu 23 Einsätzen, mit Jennersdorf stieg er aber direkt wieder ab. Daraufhin kehrte er zur Saison 2009/10 nach Stegersbach zurück. Für Stegersbach kam er zu 51 Einsätzen in der Burgenlandliga, ehe er 2011 mit dem Team in die Regionalliga aufstieg. In der dritthöchsten Spielklasse machte Witamwas insgesamt 23 Partien.
Zur Saison 2012/13 wechselte der Mittelfeldspieler wieder eine Liga tiefer und schloss sich der SV Güssing an. Für Güssing kam er zu 24 Einsätzen. Zur Saison 2013/14 wechselte er innerhalb der Liga zum UFC Purbach. Für Purbach spielte er insgesamt 84 Mal in der Burgenlandliga, ehe das sich der Verein 2016 in die niedrigste Spielklasse zurückzog. Zur Saison 2016/17 wechselte Witamwas daraufhin zum fünftklassigen UFC St. Georgen/Eisenstadt. Für den Klub aus der Landeshauptstadt machte er 13 Spiele in der II. Liga, ehe er im Jänner 2017 zum Ligakonkurrenten ASV Siegendorf ging. Mit den Siegendorfern stieg er zu Saisonende in die Landesliga auf. Insgesamt machte er für den ASV 41 Spiele. Zur Saison 2018/19 wechselte er zum fünftklassigen SV Schattendorf, bei dem er nach einer Saison mit 28 Einsätzen in der II. Liga seine Karriere beendete.

### Als Trainer
Witamwas war in der Saison 2015/16 während seiner Zeit als Spieler bereits Co-Trainer des UFC Purbach. In der Saison 2016/17 begann er in der burgenländischen Akademie zu arbeiten, er war Co-Trainer der U-15- und U-16-Teams. Zur Saison 2019/20 übernahm er die U-18-Mannschaft der Burgenländer als Cheftrainer und betreute sie vier Jahre lang. Parallel dazu begann er 2020 für Österreichs Frauennationalteam als Assistent von Irene Fuhrmann zu arbeiten.
Zur Saison 2023/24 verließ er die AKA Burgenland und übernahm die U-18 des FK Austria Wien. Im Jänner 2024 wechselte er zum Zweitligisten SKN St. Pölten, wo er Co-Trainer von Philipp Semlic wurde. Nach dem Rücktritt von Semlic übernahm er den SKN im Mai 2024 als Cheftrainer. Nach vier Spielen im Amt wurde er zur Saison 2024/25 durch Alexandar Gizow ersetzt und wieder Co-Trainer.